# 中央区の歌 わがまち
『中央区の歌「わがまち」』（ちゅうおうくのうた わがまち）は、東京都中央区の特別区歌である。荒木忠雄作詞・岩谷時子補作・山本直純作曲。

## 解説
1987年（昭和62年）に中央区の成立（旧日本橋区と京橋区の合併）から40周年を迎えることを記念し、1986年（昭和61年）5月15日から7月15日までの2か月間にわたり歌詞の一般公募を実施した。応募点数は81篇で、入選作を選定した後に審査委員を務めた作詞家の岩谷時子が補作し、区からの依頼により山本直純が作曲を手掛けている。23特別区では中央区が20番目、かつ昭和最後の区歌制定であった。
市販の音源は日本音声保存が2005年（平成17年）に発売した山本直純選集『人生即交響楽』のディスク7（ANOC-6030）、トラック25に大和田りつ子の歌唱で収録されている。演奏の機会は、成人式を始めとする区の主催事業が主とされる。また、2018年（平成30年）には直純長男の山本純ノ介が中央区第九記念合唱団の創立10周年記念事業として作成された中央区讃歌「うたのふるさと・わがまち」（作詞・東龍男）を作曲しており、父が作曲した区歌「わがまち」の一節を取り入れている。